# Marguerite Broquedis
Marguerite Broquedis, po mężu Billout (ur. 17 kwietnia 1893 w Pau, zm. 23 kwietnia 1983 w Orleanie) – francuska tenisistka, mistrzyni olimpijska.
W 1912 roku, na Letnich Igrzyskach Olimpijskich w Sztokholmie zdobyła dwa medale. Złoty medal wywalczyła w pamiętnym „złotym finale” gry pojedynczej, pokonując Niemkę Dorotheę Köring. Brązowy medal zdobyła w grze mieszanej, w parze z Heinrichem Schomburgkiem. Finalistka mistrzostw Francji (rozgrywanych wówczas w obsadzie krajowej) z 1910 i 1911 roku (przegrała z Jeanne Matthey) oraz z 1920 (porażka z Suzanne Lenglen). Dwukrotna mistrzyni Francji z lat 1913 i 1914 (wygrana nad Jeanne Matthey i Suzanne Lenglen, gwiazdą francuskiego tenisa). Finalistka wielkoszlemowego Wimbledonu w grze mieszanej. W 1924 ponownie reprezentowała swój kraj na igrzyskach, zajmując 4. miejsce w grze podwójnej i 15. w grze mieszanej.